# Photinos Panas

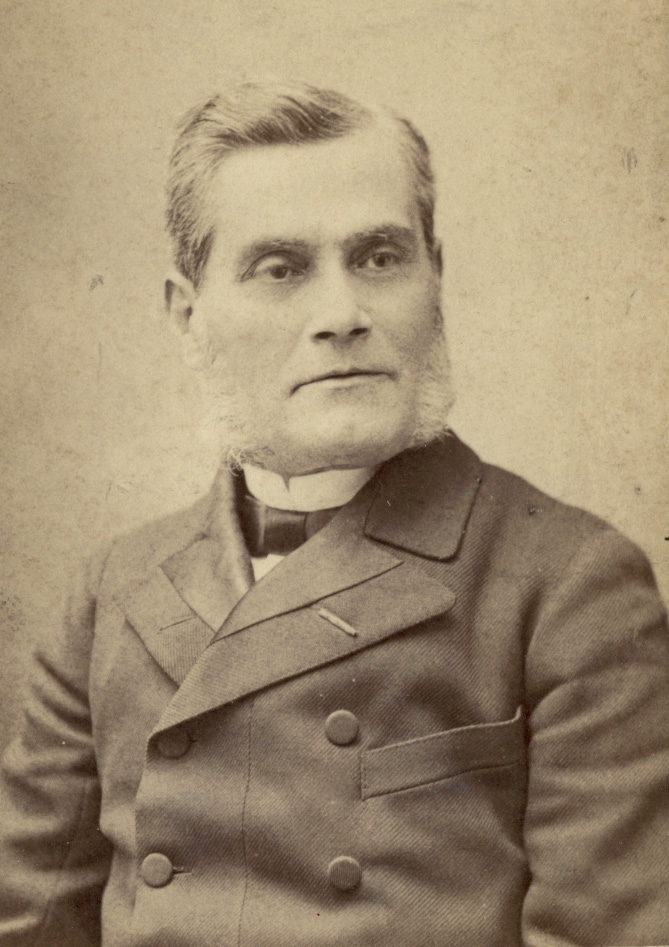
Photinos Panas

Photinos Panas (Kefalonia, 30 januari 1832 - Roissy-en-Brie, 6 januari 1903) was een Grieks-Franse arts en een pionier van de oogheelkunde in Frankrijk.

## Biografie

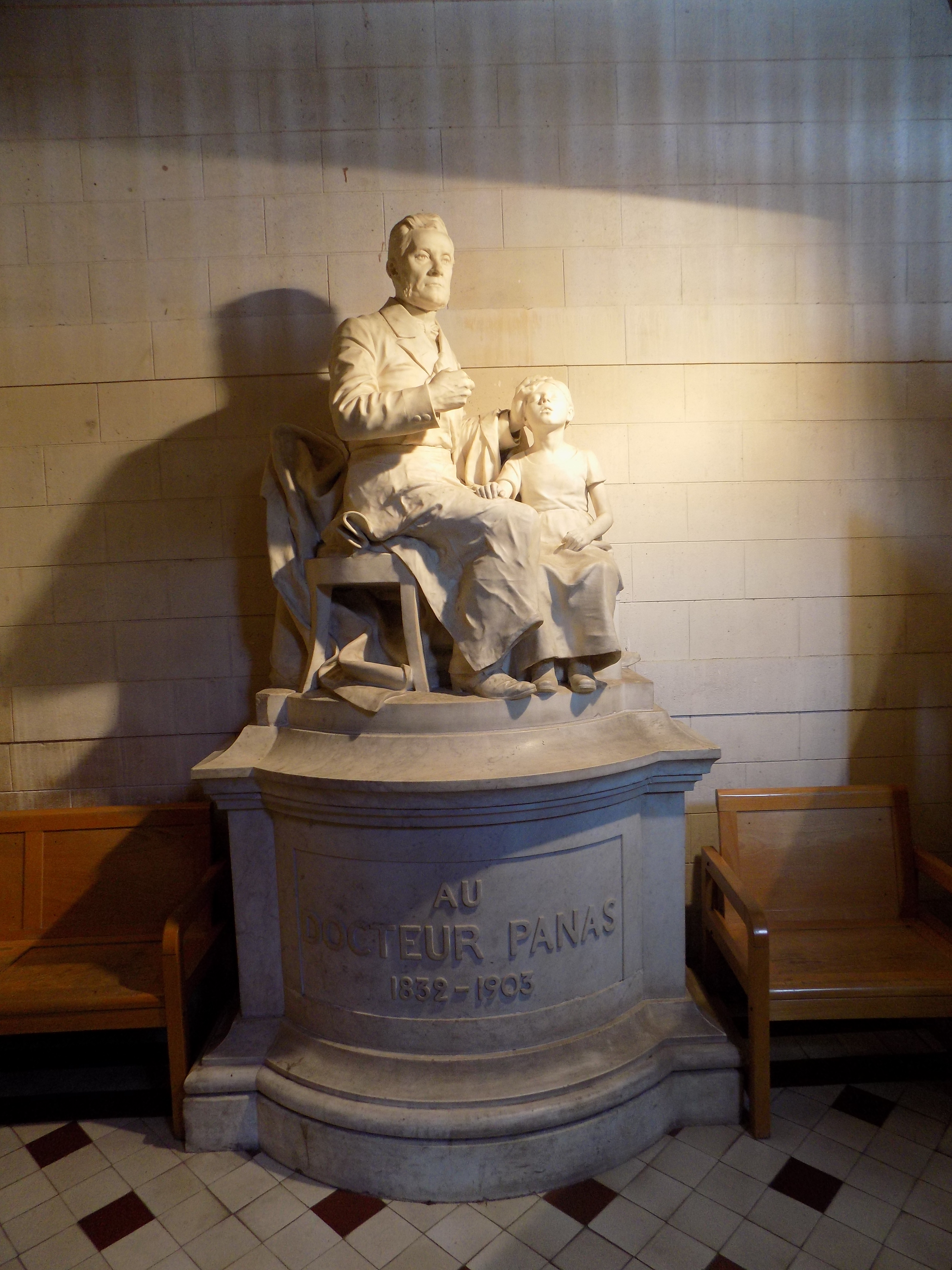
Standbeeld door Alfred Boucher

Panas werd geboren in Griekenland als zoon van een arts. Rond zijn 16e verhuisde hij naar Parijs en begon aan een medische opleiding. Hij behaalde zijn doctoraat in 1861. Panas gaf les en publiceerde in de vakdomeinen van algemene chirurgie en oftalmologie. In 1870 tijdens de Frans-Duitse Oorlog diende hij als militair arts in het hôpital Saint-Martin. Hij was voorzitter van de Société de chirurgie de Paris en van de secties  pathologie chirurgicale en ophtalmologie van de Académie de médecine. In 1880 was hij medeoprichter van het vakblad Archives d'ophtalmologie.
In 1863 werd Panas tot Fransman genaturaliseerd. In 1867 huwde hij met de Brits-Griekse Mary Balli (1850-1930). Het echtpaar ging wonen in het Kasteel van Roissy in Roissy-en-Brie ten oosten van Parijs. Het echtpaar bleef kinderloos. De laatste vijf jaren van zijn leven kampte hij met gezondheidsproblemen. Hij stierf in 1903 en werd begraven in een grafkapel op de begraafplaats van Roissy-en-Brie.
In 1905 werd een standbeeld van Panas van de Franse beeldhouwer Alfred Boucher onthuld in het Hôtel-Dieu van Parijs.

## Publicaties (selectie)
- Traité complet des maladies des yeux (2 delen, 1894)
- Leçons Cliniques de l'Hôtel-Dieu